# Lista de capítulos de Yu Yu Hakusho
O mangá Yu Yu Hakusho escrito e ilustrado por Yoshihiro Togashi, foi publicado pela editora Shueisha na revista Weekly Shōnen Jump. O primeiro capítulo de Yu Yu Hakusho foi publicado em dezembro de 1990 e a publicação se encerrou em julho de 1994 no capítulo 175, contando com 19 volumes. Nesta página, os capítulos estão listados por volume, com seus respectivos títulos originais (volumes com seus títulos originais abaixo do traduzido e capítulos com seus títulos originais na coluna secundária). No Japão, foi publicado em duas versões de grande destaque:
- Em tankōbon (volume padrão), com 19 volumes, publicado entre abril de 1991 e dezembro de 1994.
- Em kanzenban (edição de luxo), com 15 volumes, publicados entre agosto de 2004[1] e março de 2005.[2]

No Brasil, foi licenciado pela editora JBC e publicado em 38 edições meio-tanko entre novembro de 2002 e novembro de 2004. Em outubro de 2014 foi relançado em formato tankōbon até abril de 2016.

## Volumes 1~6
| - 1. Adeus, Vida Passageira!! - 2. O Teste Para a Ressurreição!! - 3. Hora da Partida!! - 4. O Cão Velho e o Garoto!! - 5. O Primeiro Natal!! - 6. A Jornada Solitária!! - 7. Promessa!! - 8. Ressurreição Temporária (Parte 1) | - 1. さよなら現世!! (Sayonara Gensei!!) - 2. 復活への試練!! (Fukkatsu e no Shiren!!) - 3. 旅立ちの時!! (Tabidachi no Toki!!) - 4. 老犬と少年!! (Rō Inu to Shōnen!!) - 5. 一年めクリスマス!! (Shodaime Kurisumasu!!) - 6. 孤独の旅路!! (Kodoku no Tabiji!!) - 7. 約束!! (Yakusoku!!) - 8. 束の間の復活 (前編) (Tsukanoma no Fukkatsu (Zenpen)) |

| - 9. Ressurreição Temporária (Parte 2) - 10. Jogos Proibidos!! - 11. Amizade Quebrada!! - 12. Mão Diabólica!! - 13. Condições para Namorar!! - 14. Dentro das Chamas...! - 15. Apenas 1 Vitória!! - 16. Jogar é Coragem!! - 17. O Despertar Dourado!! | - 9. 束の間の復活 (後編) (Tsukanoma no Fukkatsu (Kōhen)) - 10. 禁断の遊び!! (Kindan no Asobi!!) - 11. ひび割れた友情!! (Hibiwareta Yūjō!!) - 12. 魔の手!! (Ma no Te!!) - 13. 恋人の条件!! (Koibito no Jōken!!) - 14. 炎の中で・・・! (Hono'o no Naka de...!) - 15. めざせ１勝!! (Mezase Ichi-shōn!!) - 16. 勝負は度胸!! (Shōbu wa Dokyō!!) - 17. 黄金色のめざめ!! (Ōgon-shoku no Mezame!!) |

| - 18. A Nova Missão!! - 19. Mobilização!! - 20. Os Três Youkais!! - 21. O Homem Que Come Almas!! - 22. Laços de Mãe e Filho!! - 23. Hiei - Usuário do Jagan!! - 24. Pavor da Maldição Infernal!! - 25. Começa a Infiltração de Investigação!! - 26. Floresta Diabólica!! | - 18. 新たなる使命!! (Aratanaru Shimei!!) - 19. 出動!! (Shutsudō!!) - 20. 三匹の妖怪!! (Sanbiki no Yōkai!!) - 21. 魂を喰う男!! (Tamashii o Kū Otoko!!) - 22. 母と子の絆!! (Haha to Ko no Kizuna!!) - 23. 邪眼師・飛影!! (Jaganshi - Hiei!!) - 24. 恐怖の呪縛獄!! (Kyōfu no Jubakugoku!!) - 25. 潜入捜査開始!! (Sen'nyū Sōsa Kaishi!!) - 26. 魔性の森!! (Mashō no Mori!!) |

| - 27. Combate Mortal na Escuridão!! - 28. Kibano - Artista Marcial!! - 29. Kazemaru - Ninja!! - 30. Shaolin = Lando!? - 31. Punho de Fúria!! - 32. O Sucessor do Segredo é Escolhido!! - 33. O Desafio da Cidade Fantasma!! - 34. O Portão da Traição!! - 35. Genbu - A União de Homem e Pedra!! | - 27. 闇の中の死闘!! (Yami no Naka no Shitō!!) - 28. 武道家・牙野!! (Budōka - Kibano!!) - 29. 忍者・風丸!! (Ninja - Kazemaru!!) - 30. 松林=乱童!? (Shōrin Ikōru Randō!?) - 31. 怒りの鉄拳!! (Ikari no Tekken!!) - 32. 奥義継承者決定!! (Ōgi Keishōsha Kettei!!) - 33. 妖魔街からの兆戦状!! (Yōmagai kara no Chōsenjō!!) - 34. 裏切りの門!! (Uragiri no Mon!!) - 35. 人岩一体・玄武!! (Jingan Ittai - Genbu!!) |

| - 36. O Rugido de Byakko!! - 37. Espada de Dois Gumes!! - 38. Onda de Aniquilação do Trigre!! - 39. Hiei Entra na Briga!! - 40. Prelúdio da Matança!! - 41. Punho do Raio Negro!! - 42. Equipe Demoníaca!! - 43. Coração Solitário! - 44. O Último Método!! - 45. Luta! A Casa do Inferno!! | - 36. 白虎の雄叫び!! (Byakko no Otakebi!!) - 37. 諸刃の剣!! (Moroha no Ken!!) - 38. 鳴虎衝壊波!! (Meiko Shōkai-ha!!) - 39. 飛影出戦!! (Hiei Shussen!!) - 40. 殺戮のプレリュード!! (Satsuriku no Pureryūdo!!) - 41. 暗黒雷迅拳!! (Ankoku Raijin Ken!!) - 42. 暗黒妖籠陣!! (Ankoku Yōrō-jin!!) - 43. 心をひとつに! (Kokoro o Hitotsu ni!) - 44. 最後の方法!! (Saigo no Hōhō!!) - 45. 決闘!地獄団地!! (Kettō! Jigoku Danchi!!) |

| - 46. O Crescimento do Kuwabara!! - 47. Clube do Livro Negro!! - 48. Apresentando o Trio Ogro!! - 49. A Última Aposta!! - 50. Batalha Decisiva - 2 Contra 2!! - 51. Tenho que Ficar Forte!! - 52. Começa o Torneio das Trevas!! - 53. O Primeiro Inimigo!! - 54. Começam as Lutas Preliminares!! - 55. O Segredo dos Ioiôs Demoníacos!! | - 46. 桑原の春!! (Kuwabara no Haru!!) - 47. B・B・C!! (Burakku Bukku Kurabu!!) - 48. 三鬼衆登場!! (Sanki Shū Ttōjō!!) - 49. 最後の賭け!! (Saigo no Kake!!) - 50. 決戦・２対２!! (Kessen - Ni Tai Ni!!) - 51. 強くなりたい!! (Tsuyoku Naritai!!) - 52. 暗黒武術会開幕!! (Ankoku Takeshi Jutsu Kai Kaimaku!!) - 53. 最初の敵!! (Saisho no Teki!!) - 54. 先鋒戦開始!! (Senpō-sen Kaishi!!) - 55. 秘技・魔妖妖!! (Higi - Debiru Yōyō!!) |

## Volumes 7~12
| - 56. Flores Ensanguentadas!! - 57. O Terror das Chamas do Inferno!! - 58. Chu - O Bêbado Mestre!! - 59. Jogo Fechado!! - 60. Combate Mortal - O Teste da Faca - 61. Linha de Frente dos 8 Melhores!! - 62. Começa o 2º Round!! - 63. Desprezível! As Marionetes Sanguessugas!! - Gaiden. Dois Tiros | - 56. 血染めの花!! (Chizume no Hana!!) - 57. 恐怖の炎熱地獄!! (Kyōfu no Ennetsu Jigoku!!) - 58. 酔拳士・酎!! (Yoi Kobushi-shi - Chu!!) - 59. 互角の勝負!! (Gokaku no Shōbu!!) - 60. ナイフエッジ・デスマッチ (Naifuejji Desumacchi) - 61. ベスト８出そろう!! (Besuto Eito Desorou!!) - 62. ２回戦開始!! (Ni-Kaisen Kaishi!!) - 63. 卑劣!操血瘤!! (Hiretsu! Sō Ketsu-ryū!!) - 外伝. TWO SHOTS |

| - 64. Abra Seus Olhos!! - 65. 1 Contra 3!! - 66. Apresentando o Time dos Mestres Demoníacos!! - 67. Gama - O Mestre da Arte!! - 68. Touya - O Mestre do Gelo!! - 69. A Luta Solitária - 70. Lampejo! O Punho da Fúria!! - 71. Aposta Perigosa!! - 72. Superar o Reigun!! | - 64. 目を覚ませ!! (Me o Samase!!) - 65. １対３!! (Ichi Tai San!!) - 66. 魔性使いT登場!! (Mashō-zukai Chīmu Tōjō!!) - 67. 化粧使い・画魔!! (Keshō-zukai - Gama!!) - 68. 呪氷使い・凍矢!! (Juhyō-zukai - Tōya!!) - 69. ひとりきりの戦い (Hitori kiri no Tatakai) - 70. 一閃!怒りの拳!! (Issen! Ikari no Kobushi!!) - 71. やばいカケ!! (Yabai Kake!!) - 72. 霊丸を越えろ!! (Reigan o Koero!!) |

| - 73. Derrota Inesperada!? - 74. O Momento da 11ª Luta!! - 75. Besta do Mundo Inferior!! - 76. A Face por Baixo da Máscara - 77. A Maior Provação!! - 78. Os Quatro Mais Fortes!! - 79. Hiei Luta de Novo!! - 80. Invencível - A Armadura Bestial!! - 81. Quando a Caixa Mágica Abre!! | - 73. 意外な敗北!? (Igaina Haiboku!?) - 74. 瀬戸際の戦い!! (Setogiwa no Tatakai!!) - 75. 霊界獣出現!! (Reikai-juu Sshutsugen!!) - 76. 覆面の下の素顔 (Fukumen no Shita no Sugao) - 77. 最大の試練!! (Saidai no Shiren!!) - 78. 四強そろう!! (Yon-kyō Sorou!!) - 79. 飛影連戦!! (Hiei Rensen!!) - 80. 無敵・武獣装甲!! (Muteki - Bu-juu Sōkō!!) - 81. 玉手箱が開く時!! (Tamatebako ga Hiraku Toki!!) |

| - 82. O Despertar do Demônio Raposa!! - 83. A Habilidade de Shishiwakamaru!! - 84. Identidade Revelada!! - 85. Chamado dos Mortos!! - 86. Sujeito Velho - O Líder Inimigo!! - 87. O Homem Com Mil Faces!! - 88. A Lógica do Mais Forte - 89. Reunião de 50 Anos!! - 90. 80% Aterrorizado!! - 91. Imperdoável!! | - 82. 目ざめた妖狐!! (Mezameta Yōko!!) - 83. 妖技・死々若丸!! (Yōgi - Shishiwakamaru!!) - 84. 正体判明!! (Shōtai Hanmei!!) - 85. 死霊の呼び声!! (Shiryō no Yobigoe!!) - 86. 敵将・怨爺!! (Tekishō - Onjī!!) - 87. 千の顔を持つ男!! (Sen no Kao o Motsu Otoko!!) - 88. 強者の論理!! (Tsuwamono no Ronri!!) - 89. ５０年ぶりの再会!! (50-Nen-buri no Saikai!!) - 90. 恐怖の８０％!! (Kyōfu no 80-pāsento!!) - 91. 許せない!! (Yurusenai!!) |

| - 92. Antes da Tempestade!! - 93. Subir de Nível! - 94. Limite da Regra!! - 95. Truques Ocultos!! - 96. Resposta Suspeita!! - 97. Com um Sacrifício...!! - 98. O Motivo da Armadura!! - 99. Comer Ou Ser Comido!! - 100. Kuwabara Perde!! | - 92. 嵐の前!! (Arashi no Mae!!) - 93. レベルアップ! (Reberuappu!) - 94. ルールの壁!! (Rūru no Kabe!!) - 95. 見えない技!! (Mienai Waza!!) - 96. 秘技応酬!! (Higi Ōshū!!) - 97. 身を捨てて・・・!! (Mi o Sutete...!!) - 98. 鎧の理由!! (Yoroi no Riyū!!) - 99. 喰うか喰われるか!! (Kuu Ka Kuwa Reruka!!) - 100. 桑原切れた!! (Kuwabara Kireta!!) |

| - 101. O Toguro Mais Velho Com Poder Total!! - 102. A Proposta de Sakyo!! - 103. Começam as Finais do Torneio!! - 104. Sem Efeito!? - 105. Desfazer o Selo!! - 106. Sentimento de Perigo Não é o Suficiente? - 107. Fúria Insuficiente!! - 108. Desafiando os Limites!! - 109. Diferença Crucial!! | - 101. 戸愚呂兄全開!! (Toguro-ani Furu Pawā!!) - 102. 左京の提案!! (Sakyō no Teian!!) - 103. 決定戦開始!! (Ketteisen Kaishi!!) - 104. 通用しない!? (Tsūyōshinai!?) - 105. 封印を解け!! (Fūin o Toke!!) - 106. 危機感が足りない? (Kikikan ga Tarinai?) - 107. 碇りの不足!! (Ikari no Fusoku!!) - 108. 限界への試練!! (Genkai e no Shiren!!) - 109. 決定的な違い!! (Ketteiteki na Chigai!!) |

## Volumes 13~19
| - 110. Poder Total uma Última Vez!! - 111. Melhores Desejos!! - 112. A Expiação de Toguro!! - 113. Bem-Vindo ao Nosso "Território"!! - 114. Habilidade Peculiar!! - 115. A Habilidade do "Tabu"!! - 116. O "Tabu" é uma Letra!! - 117. As Habilidades dos Outros Dois!! - 118. Os Executores de um Desejo Mortal!! | - 110. 最後のフルパワー!! (Saigo no Furu Pawā!!) - 111. 一番の望め!! (Ichiban no Nozome!!) - 112. 戸愚呂の償い!! (Toguro no Tsugunai!!) - 113. 「領域」にようこそ!! ("Teritorī" ni Yōkoso!!) - 114. 奇妙な能力!! (Kimyōna Nōryoku!!) - 115. 「禁句」の能力!! ("Tabū" no Nōryoku!!) - 116. 「禁句」は一文字!! ("Tabū" wa Hitomoji!!) - 117. 残る二人の能力!! (Nokoru Futari no Nōryoku!!) - 118. 遺志をツ継ぐ奴等!! (Ishi o Tsu Tsugu Mono!!) |

| - 119. Dentro da Toca do Leão...!! - 120. Quem é o Mentor!? - 121. Cirurgia Assassina!! - 122. O Choro da Sombra!! - 123. Sem Escolha...!! - 124. Chuva Forte...!! - 125. O Homem Que Procuravam!! - 126. Capítulo Negro!! - 127. Passado Sangrento!! - 128. Punho Luminoso da Aura!! | - 119. 虎穴に入らずんば・・・!! (Koketsu ni Irazunba...!!) - 120. 首謀者は誰だ!? (Atama wa Dareda!?) - 121. 殺人手術!! (Satsujin Shujutsu!!) - 122. 影の叫び!! (Shadō no Sakebi!!) - 123. 殺るしかない・・・!! (Yaru Shika nai!!) - 124. 激しい雨が・・・!! (Hageshī Ame ga!!) - 125. 探していた男!! (Sagashite ita Otoko!!) - 126. 黒の章!! (Kuro no Shō!!) - 127. 血塗られた過去!! (Chinura Reta Kako!!) - 128. 霊光裂蹴拳!! (Reikō Resshūken!!) |

| - 129. Super Luta de Rua!! - 130. Cruz da Morte!! - 131. O Verdadeiro Perseguidor!! - 132. Fica Frio!! - 133. Para Dentro da Caverna!! - 134. Melhor Jogador!! - 135. O Que Acontece se Perdemos!? - 136. Decisão Terrível!! - 137. Confronto em Momento Crítico!! - 138. Quem é o Convidado!? | - 129. 超・市街地戦!! (Chō Shigaichi-sen!!) - 130. 死紋十字斑!! (Shimonjūjihan!!) - 131. 本当の追跡者!! (Hontō no Tsuiseki-sha!!) - 132. 頭を冷やせ!! (Atama o Hiyase!!) - 133. 洞窟の中へ!! (Dōkutsu no Naka e!!) - 134. ゲームは得意!! (Gēmu wa Tokui!!) - 135. 負けたら どうなる!? (Maketara Dō Naru!?) - 136. 悲壮な決断!! (Hisōna Ketsudan!!) - 137. 瀬戸際の対峙!! (Setogiwa no Taiji!!) - 138. 正体は誰だ!? (Shōtai wa Dareda!?) |

| - 139. Fatores para Fascinação!! - 140. Razões da Derrota - Nº 1~3!! - 141. Grupo de Sete!! - 142. A Serialidade de Koenma!! - 143. Espírito de Luta Supremo!! - 144. Imparável!! - 145. Quando Tudo Pára!! - 146. Rumo ao Mundo das Trevas!! - 147. O Desespero Continua...!! - 148. Momento do Despertar!! | - 139. 魅きつける理由!! (Hi Kitsukeru Wake!!) - 140. 勝てない理由 その１～３!! (Katenai Riyū - Sono 1~3!!) - 141. 七人いる!! (Nana-nin Iru!!) - 142. コエンマの本気!! (Koenma no Honki!!) - 143. 究極の闘気!! (Kyūkyoku no Tōki!!) - 144. 止められない!! (Tomerarenai!!) - 145. 全てが止まった瞬間!! (Subete ga Tomatta Toki!!) - 146. 魔界への突入!! (Makai e no Totsunyū!!) - 147. 絶望の続き・・・!! (Zetsubō no Tsudzuki...!!) - 148. 覚醒の瞬間!! (Kakusei no Toki!!) |

| - 149. ~Mano a Mano~, De Novo!! - 150. Batalha inigualável!! - 151. Despertar Aterrorizante!! - 152. O Desejo de Sensui!! - 153. O Amanhã de Cada Um!! - 154. Kuroko Sanada, o Primeiro Detetive Espiritual!! - 155. Convite para o Mundo das Trevas!! - 156. A Prova da Conexão!! - 157. A Decisão de Cada Um!! - 158. Encontro com o Pai!! | - 149. ー対ー、再び!! (~Sashi~, Futatabi!!) - 150. ケタ違いの闘い!! (Ketachigai no Batoru!!) - 151. 恐るべき覚醒!! (Osorubeki Kakusei!!) - 152. 仙水の遺言!! (Sensui no Yuigon!!) - 153. それぞれの明日!! (Sorezore no Ashita!!) - 154. 初代霊界探偵・真田黒呼!! (Shodai Reikai Tantei - Sanada Kuroko!!) - 155. 魔界への招待状!! (Makai e no Jōtaijō!!) - 156. 同類の証!! (Dōrui no Akashi!!) - 157. それぞれの決心!! (Sorezore no Kesshin!!) - 158. 親父との再会!! (Oyaji to no Saikai!!) |

| - 159. Como Eles Passaram o Ano: Hiei - Parte 1 - 160. Como Eles Passaram o Ano: Hiei - Parte 2 - 161. Como Eles Passaram o Ano: Kurama - Parte 1 - 162. Como Eles Passaram o Ano: Kurama - Parte 2 - 163. O Desejo de Raizen - 164. O Presente de Yusuke - 165. Visitantes - 166. Torneio do Mundo das Trevas - 167. As Preliminares do Torneito | - 159. それぞれの一年 飛影 前編 (Sorezore no Ichi-nen: Hiei - Zenpen) - 160. それぞれの一年 飛影 後編 (Sorezore no Ichi-nen: Hiei - Kōhen) - 161. それぞれの一年 蔵馬 前編 (Sorezore no Ichi-nen: Kurama - Zenpen) - 162. それぞれの一年 蔵馬 後編 (Sorezore no Ichi-nen: Kurama - Kōhen) - 163. 雷禅の遺言 (Raizen no Yuigon) - 164. 幽助の土産 (Yūsuke no miyage) - 165. 来訪者たち (Raihō-sha-tachi) - 166. 魔界統一トーナメント (Makai Tōitsu Tōnamento) - 167. トーナメント予選 (Tōnamento Yosen) |

| - 168. As Emoções do Primeiro Round - 169. Destaques do Terceiro Round - 170. A Manhã Seguinte - 171. Voltando ao Trabalho de Detetive - 172. Dia Especial - 173. Grupo da Paz - 174. Afundar ou Boiar - 175. E Então... | - 168. 一回戦の喜怒哀楽 (Ichi-kaisen no Kidoairaku) - 169. 三回戦の目玉 (San-kaisen no Medama) - 170. 宴のあと (Utagenoato) - 171. 探偵業復活 (Tantei-gyō Fukkatsu) - 172. SPECIAL DAY - 173. 平和の群像 (Heiwa no Gunzō) - 174. のるか そるか (Noru ka Soru ka) - 175. それから・・・ (Sorekara...) |